# Verneil-le-Chétif
Verneil-le-Chétif és un municipi francès situat al departament del Sarthe i a la regió de País del Loira. L'any 2007 tenia 705 habitants.

## Demografia

### Població
El 2007 la població de fet de Verneil-le-Chétif era de 705 persones. Hi havia 240 famílies de les quals 55 eren unipersonals (21 homes vivint sols i 34 dones vivint soles), 77 parelles sense fills, 99 parelles amb fills i 9 famílies monoparentals amb fills.
La població ha evolucionat segons el següent gràfic:
Habitants censats

### Habitatges
El 2007 hi havia 314 habitatges, 250 eren l'habitatge principal de la família, 49 eren segones residències i 15 estaven desocupats. 309 eren cases i 1 era un apartament. Dels 250 habitatges principals, 203 estaven ocupats pels seus propietaris, 46 estaven llogats i ocupats pels llogaters i 1 estava cedit a títol gratuït; 1 tenia una cambra, 17 en tenien dues, 57 en tenien tres, 70 en tenien quatre i 105 en tenien cinc o més. 114 habitatges disposaven pel capbaix d'una plaça de pàrquing. A 114 habitatges hi havia un automòbil i a 117 n'hi havia dos o més.

### Piràmide de població
La piràmide de població per edats i sexe el 2009 era:
| Homes | Edats   | Dones |
| ----- | ------- | ----- |
| 0     | 95 o +  | 0     |
| 0     | 90 a 94 | 4     |
| 12    | 85 a 89 | 8     |
| 0     | 80 a 84 | 8     |
| 12    | 75 a 79 | 8     |
| 8     | 70 a 74 | 12    |
| 20    | 65 a 69 | 16    |
| 16    | 60 a 64 | 16    |
| 16    | 55 a 59 | 8     |
| 8     | 50 a 54 | 16    |
| 24    | 45 a 49 | 8     |
| 24    | 40 a 44 | 16    |
| 20    | 35 a 39 | 28    |
| 20    | 30 a 34 | 8     |
| 0     | 25 a 29 | 28    |
| 12    | 20 a 24 | 0     |
| 16    | 15 a 19 | 4     |
| 12    | 10 a 14 | 12    |
| 32    | 5 a 9   | 28    |
| 20    | 0 a 4   | 12    |

## Economia
El 2007 la població en edat de treballar era de 435 persones, 299 eren actives i 136 eren inactives. De les 299 persones actives 273 estaven ocupades (155 homes i 118 dones) i 26 estaven aturades (11 homes i 15 dones). De les 136 persones inactives 42 estaven jubilades, 68 estaven estudiant i 26 estaven classificades com a «altres inactius».

### Ingressos
El 2009 a Verneil-le-Chétif hi havia 235 unitats fiscals que integraven 599 persones, la mediana anual d'ingressos fiscals per persona era de 16.559 €.

### Activitats econòmiques
Dels 12 establiments que hi havia el 2007, 2 eren d'empreses de construcció, 6 d'empreses de comerç i reparació d'automòbils, 3 d'empreses d'hostatgeria i restauració i 1 d'una empresa d'informació i comunicació.
Dels 4 establiments de servei als particulars que hi havia el 2009, 1 era un paleta, 1 fusteria, 1 perruqueria i 1 restaurant.
L'únic establiment comercial que hi havia el 2009 era una carnisseria.
L'any 2000 a Verneil-le-Chétif hi havia 25 explotacions agrícoles que ocupaven un total de 1.045 hectàrees.

## Equipaments sanitaris i escolars
L'únic equipament sanitari que hi havia el 2009 era una farmàcia.
El 2009 hi havia una escola elemental.

## Poblacions més properes
El següent diagrama mostra les poblacions més properes.